# Manuela Bolívar
Manuela Bolívar Rivas (Maracay, Venezuela, 14 de agosto de 1983) es una política venezolana, fue diputada a la Asamblea Nacional de Venezuela en el periodo 2015-2021, por el circuito lista del estado Miranda y el partido Voluntad Popular. Fue presidenta de la Subcomisión de la Mujer e Igualdad de Género y es Directora ejecutiva de Proyecto Nodriza. 

## Carrera
Manuela se graduó como licenciada en psicología de la Universidad Católica Andrés Bello (UCAB) y realizó un máster en gestión pública y cursó un programa de liderazgo en el Instituto de Estudios Superiores de Administración (IESA) de Caracas. 
Se desempeñó como profesora universitaria de la UCAB. En el año 2014 fue nombrada directora de Atención y Participación Ciudadana de la alcaldía de El Hatillo en la administración de David Smolansky. Fue directora de asuntos sociales en la alcaldía Metropolitana de Caracas y se desempeñó como directora de formación de la Fundación Futuro Presente. 
En las elecciones parlamentarias de Venezuela de 2015, Manuela Bolívar fue elegida diputada suplente de la Asamblea Nacional por el circuito lista del estado Miranda y el partido Voluntad Popular.
El 17 de enero de 2018, Bolívar denunció que fue agredida por un funcionario de la Guardia Nacional Bolivariana (GNB) en las afueras de la morgue de Bello Monte cuando disponía a solicitar información de la causa de muerte del exfuncionario del CICPC, Óscar Pérez, quitándole su cédula de identidad y su credencial como diputada. Después del allanamiento de la inmunidad parlamentaria del diputado Julio Borges, Manuela asume la posición como diputada encargada.
El 7 de marzo de 2019, Manuela Bolívar fue designada presidente de la Subcomisión de la Mujer e Igualdad de Género. En agosto de 2019 fue nombrada por el presidente de la Asamblea Nacional, Juan Guaidó, vicepresidenta de la Comisión Especial de Seguimiento a la Ayuda Humanitaria.